# Regering-Ollivier

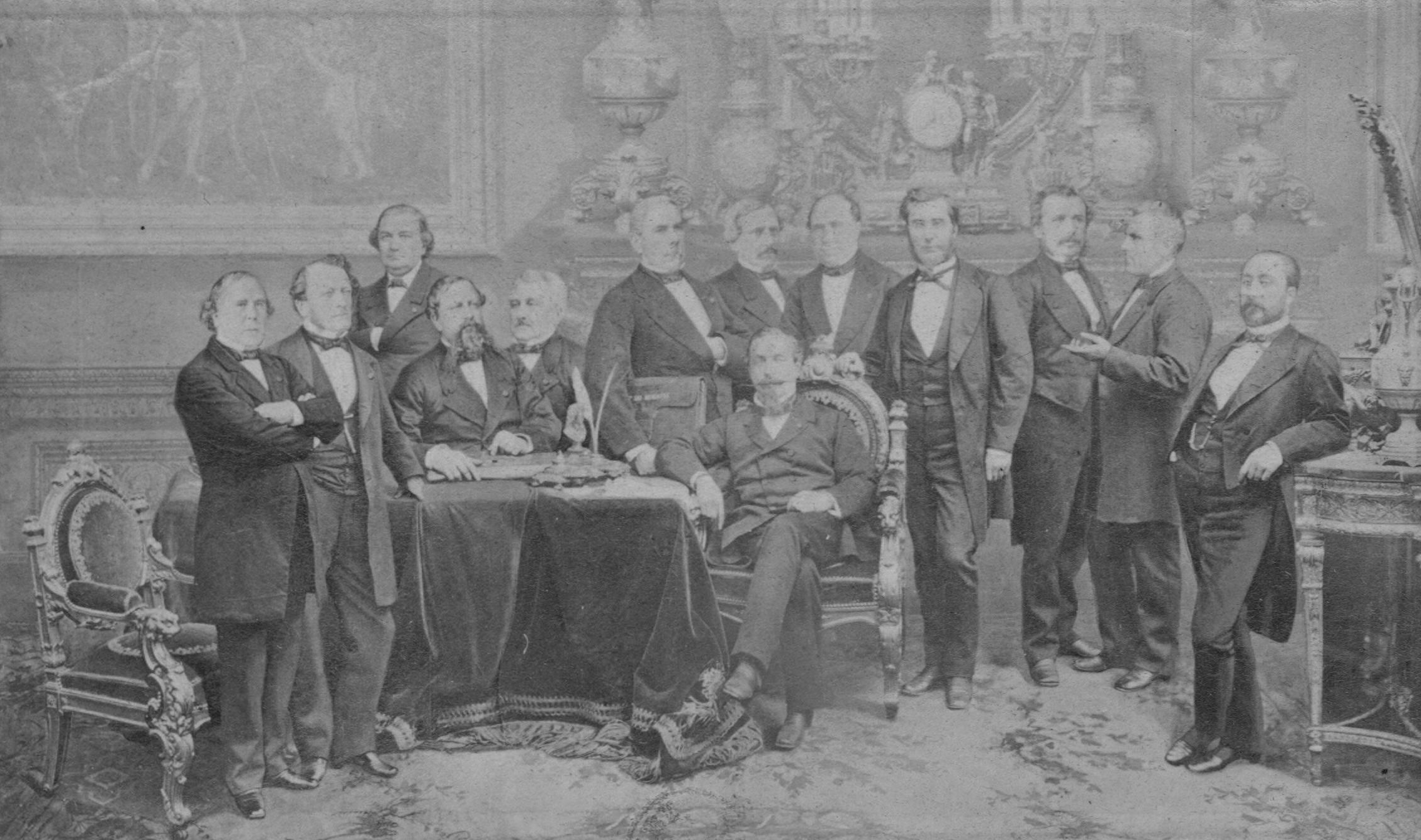
Fotomontage van Eugène Appert met de leden van de regering-Ollivier rond keizer Napoleon III (zittend in het midden). Van links naar rechts: Alexis Segris, Louis Buffet, Charles Rigault de Genouilly, Edmond Le Bœuf, Jean-Baptiste Philibert Vaillant, Napoléon Daru, Eugène Chevandier de Valdrome, Charles Louvet, Émile Ollivier, Auguste de Talhouët-Roy, Félix Esquirou de Parieu en Maurice Richard.

De regering-Ollivier was de Franse regering van 2 januari tot 10 augustus 1870 en stond onder leiding van eerste minister Émile Ollivier.
De ministers werden benoemd en ontslagen door keizer Napoleon III. In tegenstelling tot de voorgaande regeringen Bonaparte III en Bonaparte IV, kende deze regering wel een eerste minister. Voordien trad immers keizer Napoleon III op als regeringsleider en was de functie van eerste minister afgeschaft. Sinds de regering-Ollivier zouden alle Franse regeringen een eerste minister als regeringsleider hebben. Vanwege democratische hervormingen werd de ministeriële verantwoordelijkheid verlegd. Waar deze eerder gold ten aanzien van de keizer, gold deze voortaan ten aanzien van het Wetgevend Lichaam.
Tijdens de korte regeerperiode van zeven maanden vonden op 14 april en op 15 mei 1870 twee grote herschikkingen plaats.
Deze regering werd voorafgegaan door de regering-Bonaparte IV en werd opgevolgd door de regering-Cousin-Montauban.

## Samenstelling op 2 januari 1870
- regeringsleider en minister van Justitie en Kerkelijke Zaken: Émile Ollivier
- minister van Oorlog: Edmond Le Bœuf (tot 20 juli 1870)
- minister van Landbouw en Handel: Charles Louvet
- minister van Openbare Werken: Auguste de Talhouët-Roy (tot 15 mei 1870)
- minister van Openbaar Onderwijs: Alexis Segris (tot 14 april 1870)
- minister van Marine en Kolonies: Charles Rigault de Genouilly
- minister van Buitenlandse Zaken: Napoléon Daru (tot 14 april 1870)
- minister van Financiën: Louis Buffet (tot 14 april 1870)
- minister van Binnenlandse Zaken: Eugène Chevandier de Valdrome
- minister van Schone Kunsten: Maurice Richard
- minister van het Keizerlijk Huis: Jean-Baptiste Philibert Vaillant
- minister-voorzitter van de Raad van State: Félix Esquirou de Parieu

## Herschikkingen
- 14 april 1870:
  - minister van Openbaar Onderwijs: Maurice Richard (ad interim tot 15 mei 1870)
  - minister van Buitenlandse Zaken: Émile Ollivier (ad interim tot 15 mei 1870)
  - minister van Financiën: Alexis Segris
- 15 mei 1870:
  - minister van Openbare Werken: Ignace Plichon (tot 10 augustus 1870)
  - minister van Openbaar Onderwijs: Jacques Mège
  - minister van Buitenlandse Zaken: Antoine Alfred Agénor de Gramont
- 20 juli 1870: minister van Oorlog: Pierre Charles Dejean